# Saarburg
Saarburg é uma cidade da Alemanha localizado na distrito de Trier-Saarburg, estado da Renânia-Palatinado.
É membro e sede do Verbandsgemeinde de Saarburg-Kell.